# タトパニ温泉
タトパニ温泉（タトパニおんせん）は、ネパールのアンナプルナ山域近くにある温泉。

## 概要
タトパニはネパール語で熱い水の意味。湯温は高め。ネパールの居住者や、バックパッカーにも人気が高い。入浴の際には水着または着衣が必要。

## アクセス
- ポカラから自動車（タクシーまたはバス）でベニへ。3時間から5時間。そこからタトパニへ山道を徒歩で、1日から2日かかる。

## 泉質
(不明)、温度30から35度程度。